# Johann Preleuthner
Johann Baptist Preleuthner (né le 27 décembre 1807 à Vienne, mort le 4 août 1897 à la villa Harthof à Gloggnitz) est un sculpteur autrichien.

## Biographie
Johann Preleuthner est d'abord l'élève de son beau-père Johann Nepomuk Schaller. Il étudie à l'académie des beaux-arts de Vienne en 1820 puis à l'académie des beaux-arts de Munich auprès de Ludwig Schwanthaler. En 1848, il devient professeur à l'académie des beaux-arts de Vienne et confirmé en 1866 par l'empereur François-Joseph.
Il fit le portrait grandeur nature d'Andreas Hofer et de János Pálffy. Preleuthner travaille parfois avec Anton Dominik Fernkorn.

## Œuvres

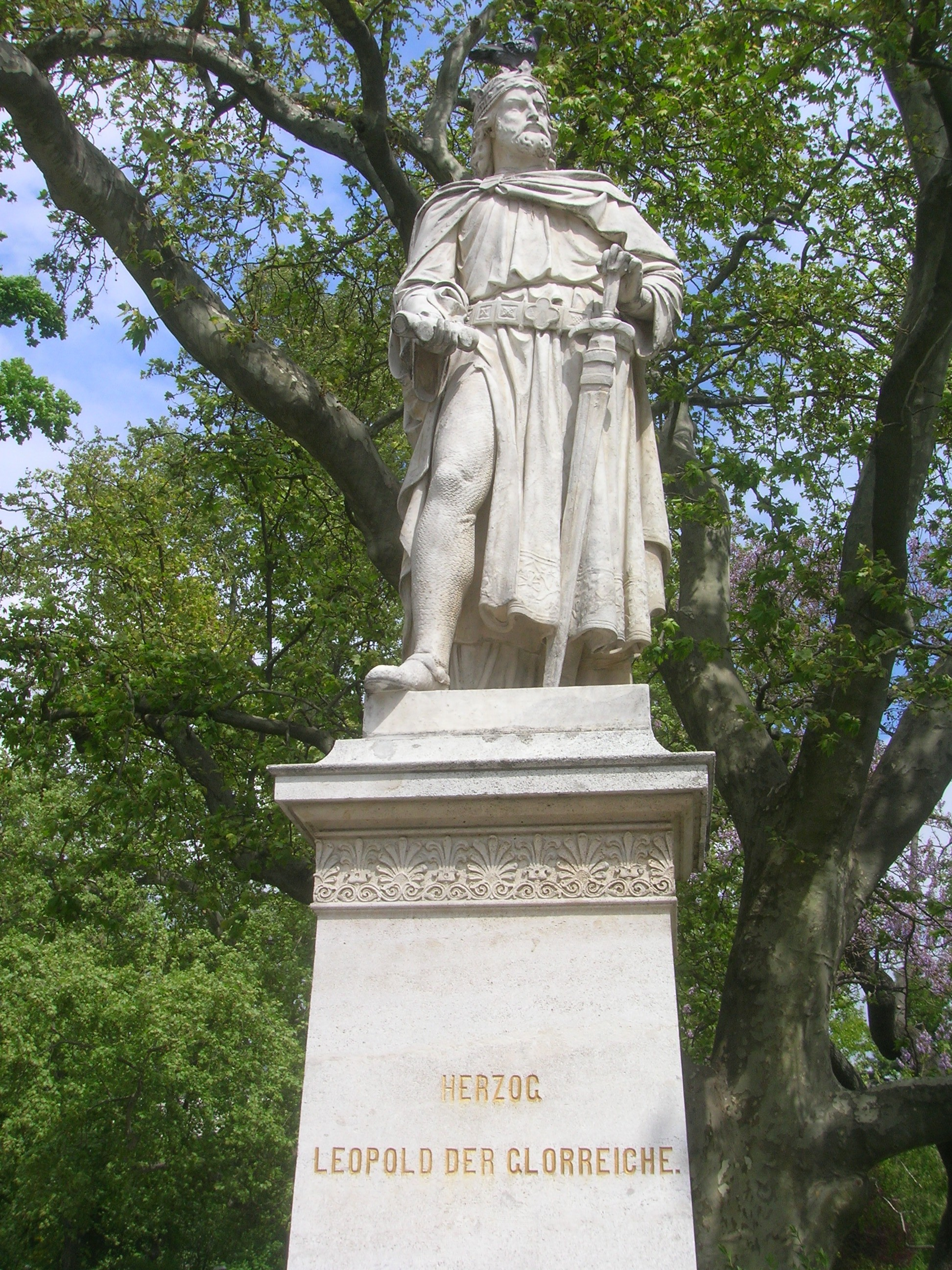
Portrait de Leopold VI

Preleuthner décore de nombreux bâtiments du Ringstrasse à Vienne avec ses sculptures et reliefs.
- Portrait de Léopold VI d'Autriche pour l'Elisabethbrücke
- Portraits d'Andreas Hofer (1873) et János Pálffy (1869) pour le musée d'histoire militaire de Vienne
- Portraits des apôtres Pierre et Paul pour l'église d'Altlerchenfeld
- hauts-reliefs du ballet et de l'opéra dans le grand escalier du Wiener Staatsoper